# Annie Sinanduku Mwange
Annie Sinanduku Mwange es una minera y activista congoleña. En 2024 fue incluida en la lista de las 100 mujeres más influyentes del mundo de la BBC.

## Trayectoria
En 2010, Mwange puso en marcha un programa orientado a niñas y niños huérfanos en Kailo, pero no conseguía llegar a muchos de ellos porque se encontraban trabajando en las minas. Mwange fue consciente de que era necesario mejorar los medios de subsistencia de las mujeres para, consecuentemente, erradicar el trabajo infantil. Además, en el Congo la mitad de las personas que explotan la mina de manera artesanal son mujeres, lo que las ha llevado a sufrir situaciones de acoso sexual y desigualdad. Por ello, Mwange comenzó a liderar un movimiento de base para combatir la desigualdad y el acoso sexual en la industria minera.
Mwange fundó Asefa, una organización de la sociedad civil que implantó un programa piloto de educación y formación que contribuyó a cambiar dinámicas de género y a mejorar la salud y la seguridad de las mujeres de Kailo en torno a las minas. Y también se convirtió en presidenta de la Red Nacional de Mujeres Mineras (Renafem), un movimiento de base para luchar por los derechos de las mujeres en la minería.
Como estrategia para evitar las situaciones de desigualdad y acoso sexual, Mwange quiere que las mujeres de su red sean dueñas y ocupen puestos de mando de las explotaciones mineras, en lugar de las labores periféricas que les encomendaban como el lavado del mineral extraído, de manera que se evite así la explotación sexual por parte de los hombres de la mina. Para conseguirlo, comenzaron a buscar inversores que concedan préstamos a las mujeres emprendedoras (a veces vecinos y familiares) y llegaron a conseguir que al menos 56 de ellas se han convertido, al igual que Mwange, mère boss o madre jefa. Además, recibió el apoyo de la Iniciativa Humanitaria de Harvard y la financiación de la Agencia de los Estados Unidos para el Desarrollo Internacional.

## Reconocimientos
En 2024, un artículo periodístico de Mélanie Gouby en The Guardian que narraba la historia de Annie Sinanduku Mwange, fue nominado al One World Media Award que reconocen la mejor cobertura realizada sobre narrativas del sur global. Ese mismo año, Mwange fue reconocida como una de las 100 mujeres más influyentes de 2024 por la BBC.